# Chibchea merida
Chibchea merida là một loài nhện trong họ Pholcidae. Loài này được phát hiện ở Venezuela.